# Plaine centrale (Kamtchatka)
Pour les articles homonymes, voir Plaine centrale.

Carte topographique de la péninsule du Kamtchatka.

La plaine centrale du Kamtchatka, est une plaine allongée dans le fossé central de la péninsule du Kamtchatka, située à l'est de la Russie. Elle est drainée par le fleuve Kamtchatka et, pour la partie nord, par son affluent l’Élovka. Sa largeur varie entre 5 et 80 km, sa longueur atteint 450 km.
La plaine est entourée par deux chaînes de volcans, la chaîne Centrale à l'ouest et la chaîne Orientale à l'est.
Au nord de la plaine se trouve le groupe volcanique du Klioutchevskoï.

### Sources et bibliographie
- Pierre George, « Divisions géomorphologiques du Kamtchatka », Annales de Géographie, vol. 60, no 321,‎ 1951, p. 309-310 (lire en ligne)